# Circonscription de Shoa Bench
La circonscription de Shoa Bench est une des 121 circonscriptions législatives de l'État fédéré des nations, nationalités et peuples du Sud, elle se situe dans la Zone Bench Maji. Son représentant actuel est Mesfin Chernet Duberasha.